# Hirschau
Hirschau település Németországban, azon belül Bajorországban. Lakosainak száma 5666 fő (2023. december 31.). Hirschau Freihung, Gebenbach, Schnaittenbach, Kohlberg (Oberpfalz), Freudenberg (Oberpfalz) és Hahnbach községekkel határos.

## Népesség
A település népessége az elmúlt években az alábbi módon változott:
| Lakosok száma | 1737 | 4416 | 5918 | 6067 | 5819 | 5800 | 5783 | 5722 | 5567 | 5666 |
|               | 1875 | 1950 | 1975 | 1987 | 2012 | 2014 | 2016 | 2017 | 2021 | 2023 |